# 君主
君主（英語：monarch）是指從一個家庭或家族中挑選成員來任職的國家元首或政權領袖。其職位之傳承以直系血親世襲為主，也可採選舉或禪讓方式產生；其中實行世襲制度者若無直系血親之繼承人，一般多由其親屬中遴選血親較近者而繼承之。採用君主統治方式的政體稱為君主制，在現代社會中多與共和制相對；而利用君主之權力進行統治的家族團體，則稱為王室或皇室。

## 字源
“尹”甲骨文象形權杖（執政）加“口”（命令）為“君”會意為“執政號令之主”。君，尊也（《说文》）。君也者，掌令者也（《春秋繁露》）。君者，治辨之主也（《荀子·礼论》）。
君主的英語詞彙源自於希臘語，意思為唯一的（μόνος）統治者（ἄρχων）。它相當於拉丁語的，唯一的（mona）與統治者（arch）兩個字所組成。原義是指唯一而且具備最高權力的統治者，但是在一般的用法上，是指採取血統世襲制度而形成傳統傳承之統治者。以其他非傳統手段取得絕對權力的統治者，通常被稱為僭主，或是獨裁者。

## 概論
君主在各地有許多不同的頭銜，依時代、地區與傳統而有所不同。如王、國王、君王、大王、親王、大公、大君、大汗、單于、可汗、皇帝、天皇、沙皇、王公 (斯拉夫)、凱撒、英白拉多、奧古斯都、馬利克、埃米爾、苏丹、伊瑪目、謝赫 (稱號)、赫迪夫、哈里發、巴西琉斯、專制公、摩訶羅闍、沙阿、嚴端、贊普、卻嘉、達圖、拉圖、曼薩、法老等，都在不同地區與不同時期中被當成君主的頭銜。

## 各種君主稱謂
- 帝：原指天神「上帝」，但演化為王權神格化後之君主；周朝以前最高统治者的称呼，例“帝辛”，自“王”称号出现之后，便與王字混合使用。
- 王：周朝（西周）最高统治者的称呼，等同于“天子”，例“周武王”，自秦始皇使用“皇帝”称号後，“王”就成为地位仅次于天子的诸侯的称呼，后来又渐成一种荣誉上的爵位（如恭王、延平王）
- 天子：中国周朝及以後中原王朝的最高统治者自称。秦代及其以後為最高君主的別稱。
- 天王：中国周朝的最高统治者自称。便與天子字混合使用。
- 皇帝：中國秦代及其以後最高君主的稱呼，也是對於外國的和等領土廣大的君主的翻譯。汉语中男女皆称“皇帝”，如武则天自封“圣神皇帝”；在对译的西方语言，男性皇帝的称号原为，女性皇帝的称号原为。
- 天皇：是唐高宗時對皇帝的尊稱，高宗被稱天皇，皇后武氏被尊稱為天后。
- 天皇：是日本國對其國家元首的尊稱。12世紀至19世紀中葉，天皇淪為名義上的君主，實際上的統治權在征夷大將軍或武家政權首領。
- 大君：是日本國江戶時代其國家元首的尊稱。日本武家政權幕府征夷大將軍是實際上統治的日本君主，故将军家族的家督自封为大君。
- 可汗：古代鮮卑、女真、蒙古族等遊牧民族，其君主多稱可汗。
- 国王：東周時，成為中国古代其他诸侯国君主的称呼，后来也受封于一些藩属国例如李氏朝鲜、安南、琉球等国的君主及日本室町幕府的征夷大將軍，现在常指外國的君主。
- 国主：南唐中主李璟臣服于后周，去帝号，改称“唐国主”，其子后主李煜继位后称“唐国主”、“江南国主”。南明时，孙可望自称“秦国主”。
- 诸侯王：中国学者对中国历史上出现的封地（诸侯）的最高统治者的称谓。
- 大君：對天子或是最高權力者的尊稱，如印度土邦的統治者。此外，日本江戶幕府征夷大將軍則習稱日本國大君。
- 法老：指古埃及最高统治者的称号。
- 曼薩
- 沙阿：意指「萬王之王」（Šāhanšāh），是古代伊朗高原諸民族的君主頭銜，公元前6世紀統一波斯帝國的阿契美尼德王朝以及許多後續王朝都曾使用這一頭銜。
- 沙皇：指俄國沙皇時代和保加利亞之最高统治者。俄罗斯君主称“皇帝”后，中文中仍习惯将其翻译为“沙皇”。
- 王公 (斯拉夫)
- 君王：中文对君主和國王的合称。
- 女主：中文对君主和女王的合称，此词在汉语中仅仅是为了强调君主为女性时才使用，不是封号。汉语中男女君主的封号皆称“皇帝”或“王”、“国王”。
- 蘇丹：伊斯蘭國家的統治者。
- 馬利克
- 埃米爾：伊斯蘭國家的統治者，意指「統帥之人」或意同「國王」。最早用於哈里發派駐在外的軍事統帥及各地總督。
- 伊瑪目
- 謝赫 (稱號)
- 赫迪夫
- 拉惹：印度和東南亞地區的統治者稱謂。
- 最高元首：馬來西亞國家元首，由九位蘇丹、拉惹和嚴端輪流擔任
- 严端：马来西亚森美兰州最高统治者的称号
- 納瓦卜：印度蒙兀兒帝國賜封土邦首領世襲總督的頭銜，帝國勢力衰弱後開始直接控制轄區的最高政治實權，成為地方事實上的統治君主。
- 大公：盧森堡和20世紀前的歐洲部分國家如奧地利、巴登等大公國君主的稱號。
- 公爵：18世紀以前的歐洲部分國家如勃艮第、洛林、諾曼第、安茹等公國君主的稱號。
- 凱撒
- 英白拉多
- 奧古斯都
- 巴塞勒斯
- 專制公
- 贊普
- 卻嘉
- 達圖
- 拉圖
- 天可汗：中国唐朝时期西域诸国及突厥对唐太宗李世民的敬称，比其部落君王可汗还要高的称呼。
- 女帝：中国唯一一位女性帝王武则天的称呼，在汉语中同为皇帝女皇，在其逝世后无人可再称呼。

### 自稱的稱謂
- 朕
- 寡人
- 孤
- 不穀
- 本王
- 余、予（原為一般人的自稱。在日本，常是大名、顯貴自稱）

### 針對死亡的稱謂
- 駕崩（帝王）
- 薨（公侯貴戚、幕府將軍）

### 其他
- 暴君
- 昏君
- 傀儡皇帝
- 廟號
- 諡號
- 封號

## 家族
君主個人的家族。
- 皇室
- 皇族
  - 皇胤、宗室
  - 皇室配偶，由于君主通常为男性，他们的妻子有不同的头衔。而一般只有男性皇族的配偶才屬於皇族
    - 欧洲君主，受基督教影响为一夫一妻制，通常只有一位王后，另有王室情妇。女性君主的丈夫可称王夫。
    - 东亚君主，为一夫一妻多妾制，通常有一位皇后和众多嫔御，情妇则较为少见[2]。他们的妻妾，如果在君主登基前逝世，仍可能获得追封。
    - 伊斯兰君主，为一夫多妻制。伊斯兰教四妻制中的妻子不存在嫡庶之分，但古代伊斯兰君主一般不实行四妻制，妻子人数没有限制。除多于四名的正妻外，还有多名不同等级的妃嫔以及无配偶身份的姬侍。

  - 子女（皇子、皇女）
  - 父母。在东亚，譬如中国，君主的父母如果在世，会给予太上皇、皇太后的头衔。如果其父母已逝世，并且生前不是君主、皇后（王后），则会获得追尊。开国皇帝通常会追尊自己的几代祖先。
- 朝代

## 建築
為君主而建造的建築稱呼。
- 皇宫
- 宮殿
- 後宮
- 杜尔巴
- 陵墓
- 单于庭

## 物品
君主所使用的物品。
- 御座
- 天盖
- 皇冠
- 勢劍
- 權杖
- 聖球
- 國璽

## 服裝
君主的穿著。
- 龙袍
- 黃袍
- 皇家斗篷（英语：Mantle (royal garment)）
- 英國中世紀國王服裝（英语：English medieval clothing#King）

## 儀式與行為
- 加冕
- 即位
- 大婚
- 廢黜
- 遜位
- 篡位
- 大酺
- 留守
- 殉葬
- 不敬